# Aurora Zantedeschi
Aurora Zantedeschi (Verona, 2 novembre 2000) è una tennista italiana.

## Biografia
Aurora Zantedeschi ha vinto 2 titoli in singolare e 17 titoli in doppio nel circuito ITF in carriera. In singolare ha raggiunto la 364ª posizione mondiale il 27 maggio 2024, mentre in doppio la 129ª posizione mondiale il 29 luglio 2024.
Ha fatto il suo debutto nel circuito maggiore agli Internazionali Femminili di Palermo 2023 dopo aver superato le qualificazioni, sconfiggendo quindi la testa di serie numero 6 Sada Nahimana e la testa di serie numero 12 Martina Colmegna. Nel suo primo tabellone principale, è stata sconfitta dalla francese Diane Parry in due set. Le è andata meglio in doppio, dove in coppia con la connazionale Dalila Spiteri ha raggiunto i quarti di finale; le due sono state sconfitte dalle future vincitrici Jana Sizikova e Kimberley Zimmermann.
Nel 2024 ha ricevuto una wildcard insieme ad Anastasia Abbagnato per il torneo di casa WTA 1000 Internazionali d'Italia 2024, dove hanno raggiunto il secondo turno dopo aver sconfitto Linda Nosková e Lucia Bronzetti. Verranno  eliminate dalle future campionesse Sara Errani e Jasmine Paolini in due parziali.
Ha raggiunto la sua prima finale WTA in carriera agli Internazionali Femminili di Palermo 2024 nel doppio in coppia con la spagnola Yvonne Cavallé Reimers, per poi cedere al super tiebreak del terzo set per mano delle prime teste di serie Aleksandra Panova e Jana Sizikova.

## Statistiche WTA

### Doppio

#### Sconfitte (1)
| Legenda              |
| -------------------- |
| Grande Slam (0)      |
| Argenti Olimpici (0) |
| WTA Finals (0)       |
| WTA Elite Trophy (0) |
| Dal 2021             |
| WTA 1000 (0)         |
| WTA 500 (0)          |
| WTA 250 (1)          |

| N. | Data           | Torneo                       | Superficie  | Compagna               | Avversarie in finale            | Punteggio        |
| 1. | 20 luglio 2024 | Palermo Ladies Open, Palermo | Terra rosso | Yvonne Cavallé Reimers | Aleksandra Panova Jana Sizikova | 6-4, 3-6, [5-10] |

## Statistiche ITF

### Singolare

#### Vittorie (2)
| Torneo $100.000 (0) |
| Torneo $80.000 (0)  |
| Torneo $60.000 (0)  |
| Torneo $40.000 (1)  |
| Torneo $25.000 (0)  |
| Torneo $15.000 (1)  |

| N. | Data              | Torneo                      | Superficie      | Avversaria in finale | Punteggio     |
| 1. | 29 settembre 2019 | Magic Tours, Tabarka        | Terra rossa     | Martina Colmegna     | 6-3, 6-0      |
| 2. | 23 marzo 2025     | Circuito Banco BRB, Vacaria | Terra rossa (i) | Iryna Šymanovič      | 4-6, 7-5, 7-5 |

#### Sconfitte (6)
| Torneo $100.000 (0) |
| Torneo $80.000 (0)  |
| Torneo $60.000 (1)  |
| Torneo $40.000 (0)  |
| Torneo $25.000 (1)  |
| Torneo $15.000 (4)  |

| N. | Data              | Torneo                                               | Superficie  | Avversaria in finale | Punteggio     |
| 1. | 25 agosto 2019    | Magic Tours, Tabarka                                 | Terra rossa | Andreea Prisăcariu   | 6-2, 2-6, 1-6 |
| 2. | 10 gennaio 2021   | Artengo Open Series, Adalia                          | Terra rossa | Tamara Čurović       | 5-7, 6(4)-7   |
| 3. | 21 febbraio 2021  | Artengo Open Series, Adalia                          | Terra rossa | Andreea Prisăcariu   | 3-6, 5-7      |
| 4. | 27 agosto 2023    | Zubr Cup, Přerov                                     | Terra rossa | Mia Ristić           | 1-6, 2-6      |
| 5. | 14 settembre 2024 | Circuito Banco BRB Engie de Tênis Profissional, Leme | Terra rossa | Giorgia Pedone       | 2-6, 3-6      |
| 6. | 2 marzo 2025      | Magic Tours by FTT, Monastir                         | Cemento     | Silvia Ambrosio      | 4-6, 1-6      |

### Doppio

#### Vittorie (17)
| Torneo $100.000 (0) |
| Torneo $80.000 (0)  |
| Torneo $60.000 (2)  |
| Torneo $40.000 (0)  |
| Torneo $25.000 (4)  |
| Torneo $15.000 (11) |

| N.  | Data             | Torneo                                               | Superficie  | Compagna               | Avversarie in finale                     | Punteggio           |
| 1.  | 27 luglio 2018   | GPS Schio, Schio                                     | Terra rossa | Costanza Traversi      | Jessica Criveletto Eléonora Molinaro     | 7–6(5), 7–6(4)      |
| 2.  | 3 agosto 2018    | Thindown Biella, Biella                              | Terra rossa | Costanza Traversi      | Svjatlana Piraženka Dalila Spiteri       | 6-2, 6-3            |
| 3.  | 17 agosto 2018   | International Country Club Cuneo, Cuneo              | Terra rossa | Isabella Tcherkes Zade | Jessica Bertoldo Carlotta Ripa           | 6-3, 6-1            |
| 4.  | 15 dicembre 2018 | Magic Hotel Tours, Monastir                          | Terra rossa | Angelica Raggi         | Bojana Marinković Eliessa Vanlangendonck | 6-4, 6-4            |
| 5.  | 27 luglio 2019   | GPS Schio, Schio                                     | Terra rossa | Yuliana Lizarazo       | Matilde Paoletti Lisa Pigato             | 6-3, 1-6, [10-5]    |
| 6.  | 5 ottobre 2019   | Magic Tours, Tabarka                                 | Terra rossa | Giulia Crescenzi       | Isabelle Haverlag Anastasija Pribjlova   | 5-7, 7-6(4), [10-8] |
| 7.  | 12 ottobre 2019  | Magic Tours, Tabarka                                 | Terra rossa | Martina Colmegna       | Pia Lovrič Sara Ziodato                  | 2–6, 6–2, [11–9]    |
| 8.  | 22 febbraio 2020 | Club Megasaray Cup Series, Adalia                    | Terra rossa | Yuliana Lizarazo       | Guo Meiqi Han Jiangxue                   | 6–2, 5–7, [10–4]    |
| 9.  | 4 settembre 2020 | CMG Tennis Cup, Trieste                              | Terra rossa | Yuliana Lizarazo       | Melania Delai Lisa Pigato                | 6-2, 6-3            |
| 10. | 26 marzo 2022    | Vilas Academy Calvia Open, Palma Nova                | Terra rossa | Angelica Moratelli     | Bianca Elena Bărbulescu Briana Szabó     | 7-5, 6-2            |
| 11. | 6 agosto 2022    | Morocco Tennis Tour, Agadir                          | Terra rossa | Angelica Moratelli     | Jacqueline Cabaj Awad Martina Colmegna   | 6-2, 4-6, [10-7]    |
| 12. | 9 marzo 2024     | Antalya Series, Adalia                               | Terra rossa | Tyra Caterina Grant    | Jelyzaveta Kotliar Antonina Suškova      | 6-2, 6-2            |
| 13. | 30 marzo 2024    | ForteVillage ITF Trophy, Pula                        | Terra rossa | Sapfo Sakellaridi      | Lucie Havlíčková Lola Radivojević        | 6-4, 6-2            |
| 14. | 13 aprile 2024   | ForteVillage ITF Trophy, Pula                        | Terra rossa | Yvonne Cavallé Reimers | Sapfo Sakellaridi Vasanti Shinde         | 3-6, 6-4, [11-9]    |
| 15. | 1º giugno 2024   | Internazionali Femminili di Brescia, Brescia         | Terra rossa | Yvonne Cavallé Reimers | Jibek Kulambaeva Ekaterina Rejngol'd     | 3-6, 7-5, [10-6]    |
| 16. | 6 luglio 2024    | BMW Roma Cup, Roma                                   | Terra rossa | Yvonne Cavallé Reimers | Leonie Küng Rasheeda McAdoo              | 6-4, 6-4            |
| 17. | 2 agosto 2024    | Serena Wines 1881 Acqua Maniva Tennis Cup, Cordenons | Terra rossa | Yvonne Cavallé Reimers | Nuria Brancaccio Leyre Romero Gormaz     | 7-5, 2-6, [10-5]    |

#### Sconfitte (15)
| Torneo $100.000 (0) |
| Torneo $80.000 (0)  |
| Torneo $60.000 (4)  |
| Torneo $40.000 (2)  |
| Torneo $25.000 (5)  |
| Torneo $15.000 (4)  |

| N.  | Data              | Torneo                                                        | Superficie  | Compagna               | Avversarie in finale                     | Punteggio         |
| 1.  | 10 agosto 2018    | Torneo Internazionale Femminile Cittá di Sezze, Sezze         | Terra rossa | Costanza Traversi      | Noelia Bouzó Zanotti Ángela Fita Boluda  | 3-6, 1-6          |
| 2.  | 28 dicembre 2019  | Magic Tours, Monastir                                         | Cemento     | Nadia Echeverría Alam  | Yvonne Cavallé Reimers Bojana Marinković | 7-5, 2-6, [9-11]  |
| 3.  | 8 gennaio 2021    | Artengo Open Series, Adalia                                   | Terra rossa | Federica Arcidiacono   | Cemre Anıl İpek Öz                       | 2-6, 6-3, [6-10]  |
| 4.  | 10 luglio 2021    | Trofeo Mabo, Torino                                           | Terra rossa | Lucia Bronzetti        | Federica Di Sarra Camilla Rosatello      | 2-6, 2-6          |
| 5.  | 19 marzo 2022     | Vilas Academy Calvia Open, Palma Nova                         | Terra rossa | Angelica Moratelli     | Veronika Erjavec Nina Potočnik           | 5-7, 3-6          |
| 6.  | 29 luglio 2022    | Internazionali di Tennis del Friuli Venezia Giulia, Cordenons | Terra rossa | Yuliana Lizarazo       | Angelica Moratelli Eva Vedder            | 3-6, 2-6          |
| 7.  | 8 ottobre 2022    | ForteVillage ITF Trophy, Pula                                 | Terra rossa | Camilla Rosatello      | Jessie Aney Sapfo Sakellaridi            | 6(1)-7, 4-6       |
| 8.  | 30 settembre 2023 | ForteVillage ITF Trophy, Pula                                 | Terra rossa | Yvonne Cavallé Reimers | Ekaterine Gorgodze Katharina Hobgarski   | 2-6, 4-6          |
| 9.  | 20 aprile 2024    | IFS Luka Koper Open, Capodistria                              | Terra rossa | Sapfo Sakellaridi      | Veronika Erjavec Dominika Šalková        | 1-6, 3-6          |
| 10. | 25 maggio 2024    | Città di Grado Tennis Cup, Grado                              | Terra rossa | Yvonne Cavallé Reimers | Jessie Aney Lena Papadakis               | 4-6, 5-7          |
| 11. | 31 agosto 2024    | Circuito Banco BRB Engie de Tênis Profissional, San Paolo     | Terra rossa | Giorgia Pedone         | Jaeda Daniel Anastasija Grečkina         | w/o               |
| 12. | 7 settembre 2024  | Circuito Banco BRB Engie de Tênis Profissional, Piracicaba    | Terra rossa | María Paulina Pérez    | Miriana Tona Noelia Zeballos             | 7-5, 1-6, [10-12] |
| 13. | 21 settembre 2024 | AAT Tucumán Women's, San Miguel de Tucumán                    | Terra rossa | María Paulina Pérez    | Nicole Fossa Huergo Jibek Kulambaeva     | 3-6, 6-4, [7-10]  |
| 14. | 5 ottobre 2024    | São Paulo Torneio Internacional de Tênis Feminino, San Paolo  | Terra rossa | Elenē Christofē        | Nicole Fossa Huergo Jibek Kulambaeva     | 6-3, 2-6, [4-10]  |
| 15. | 24 maggio 2025    | Portoroz Ladies Open, Portorose                               | Terra rossa | Jazmín Ortenzi         | Rasheeda McAdoo Sapfo Sakellaridi        | 4-6, 3-6          |